# Nils Ohlsson-Gadde

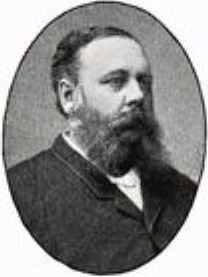
Nils Ohlsson-Gadde.

Nils Olof Anders Ohlsson–Gadde, född 9 juni 1834 i Lund, död där 7 april 1904, var en svensk läkare. 
Gadde blev student vid Lunds universitet 1851, filosofie kandidat 1856, filosofie doktor 1856, medicine kandidat 1861, medicine licentiat 1864 och medicine doktor 1865. Han var t.f. lasarettsläkare i Lund 1864–1868, ordinarie lasarettsläkare samt sjukhusdirektör där 1868–1900 och t.f. lärare vid barnmorskeundervisningsanstalten i Lund 1864–1900. Han invaldes som ledamot av Fysiografiska sällskapet i Lund 1878 och tilldelades professors namn, heder och värdighet 1886. Gadde är begravd på Östra kyrkogården i Lund.
År 1896 lånade han sitt namn till reklam för Hultmans Cacao & Chocolad.